# William Óg de Burgh
Sir William Óg de Burgh, noble y militar Anglo-irlandés, muerto en 1270.
Sir William Óg era el tercer hijo de Richard Mor de Burgh, Lord de Connacht. De Burgh sirvió con distinción en Francia con Enrique III en 1245 y más tarde en Escocia. Estuvo implicado en una feroz guerra feudal en Irlanda donde mató al Señor de Desmond. Murió en la Batalla de Áth an Chip o Athankip a manos de Aedh mac Felim Ó Conchobair de Connacht, en 1270.
Fue sobrevivido al menos por un hijo, Sir William Liath de Burgh, Custos o Alcaide de Irlanda, que se casó con Una, una hija del Mac Jordan de Connacht, y muerto en 1324. William Óg fue por tanto el antepasado de los Mac William Iochtar, los Bourkes de Mayo.

## Árbol familiar
```
  
Walter de Burgh
 de 
Burgh Castle
, 
Norfolk
.
 =Alice
  |
  |_____________________________________________________________________________________________________________________
  |                                    |                                                |                              |
  |                                    |                                                |                              |
 
William de Burgh
, muerto en 1205.    
Hubert de Burgh
, I 
conde de Kent
, d. 1243.  Geoffrey de Burgh, d. 1228.  Thomas de Burgh 
  |                                        (descendencia; John y Hubert)                          
  |_________________________________________________________________________________________________________
  |                                                         |                                             |
  |                                                         |                                             |    
 
Richard Mór de Burgh, I barón de Connaught
  Hubert de Burgh, Obispo de Limerick, d. 1250.    
Richard Óg de Burgh
 
  |                                                                                                       |
  |                                           ____________________________________________________________|
 de Burgh Conde de Úlster,                    |                  |               |
 Burke de 
Castleconnell
, 
Limerick
             |                  |               |
 
Mac William Iochtar
 Bourke de 
Mayo
       Hubert             Richard          William                                  
                                              |                  |               |
                                              |                  |               |_________________               
                                     de Clan Mac Hubert? Richard an Fhorbhair    |                |
                                                                 |               |                |
  _______________________________________________________________|          Sir David Donn  Sir William Ruad
  |                                           |         |                            |                    d.1327.
  |                                           |         |                    Clan Mac David
  
Ulick Burke de Annaghkeen
, d. 1343.      Raymond  Walter Óge
  |
  |
  Richard Óg Burke, d. 1387.
  |
  |
  Ulick Un Fhiona Burke de 
Clanricarde
```